# Friedrich Beger (Bergbauingenieur, 1790)

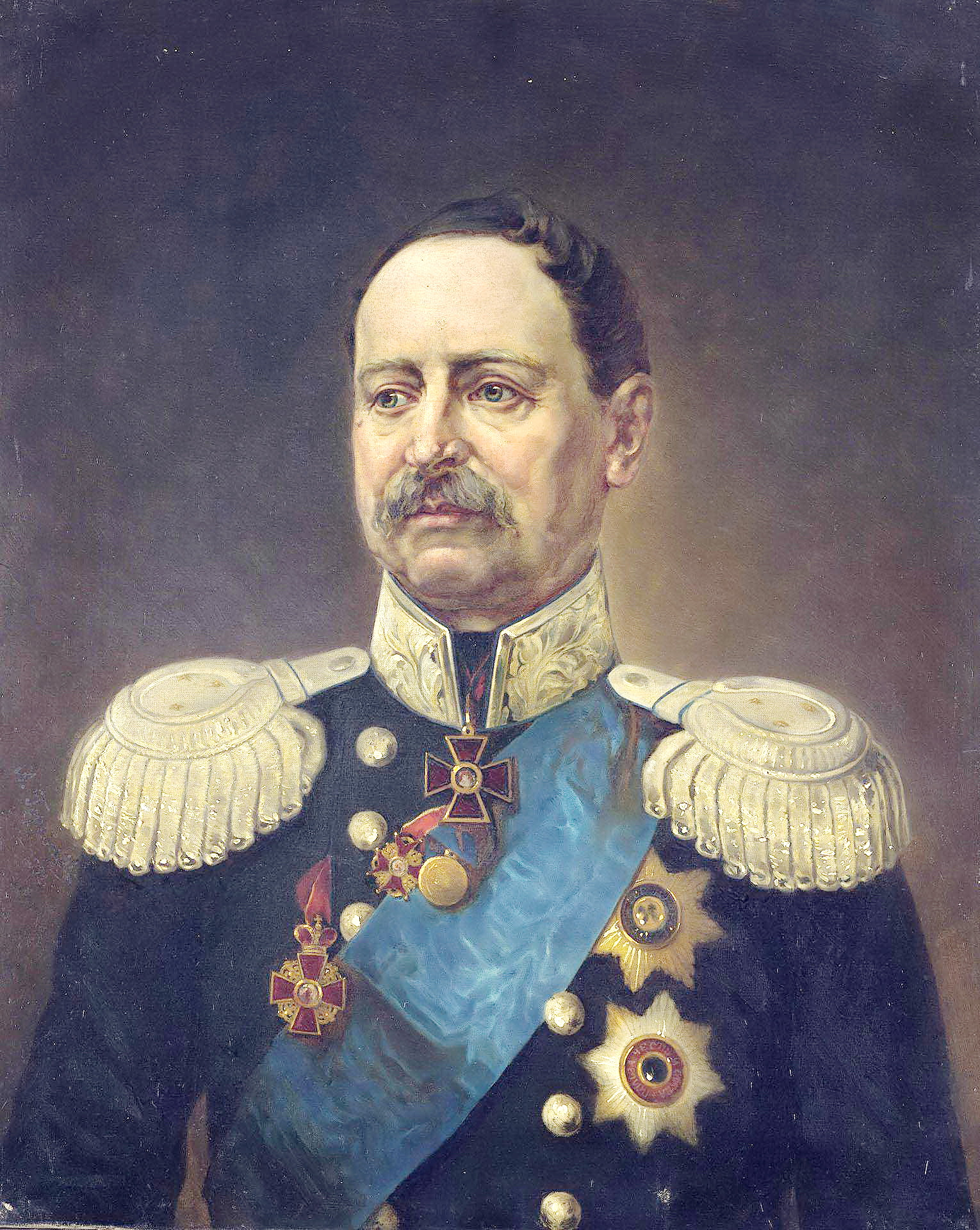
Friedrich Beger (A. H. Horawski, 1892, Eremitage)

Friedrich Fjodorowitsch Beger (russisch Фёдор Фёдорович Бегер; * 15. Novemberjul. / 26. November 1790greg. im Gouvernement Irkutsk; † 25. Januarjul. / 6. Februar 1861greg.) war ein russischer Bergbauingenieur.

## Leben
Begers Vater war der aus Kursachsen eingewanderte Oberbergmeister Friedrich Beger der Ältere. Ab 1796 lebte die Familie in St. Petersburg. Beger kam dort in das Bergbau-Kadettenkorps, das er 1809 verließ.
Darauf trat Beger in den Bergbaustaatsdienst und wurde in den Ural in die Bogoslowski-Bergbaubetriebe im Gouvernement Perm geschickt. 1811 wurde er Bergbau-Aufseher der Krasnoturjinsker Bergwerke. 1813 wurde er Markscheider und 1817 Assistent des Geschäftsführers eines Bogoslowski-Betriebs. 1819 wurde Beger als Markscheider zu den Permer Bergbaubetrieben versetzt. 1822 wurde er Assistent des Chefs und 1826 Geschäftsführer der Permer Bergbaubetriebe.
Im September 1827 wurde Beger zum Chef der Bogoslowski-Bergbaubetriebe ernannt. Unter seiner Führung wurden im Bogoslowski-Bergbaubezirk reiche  Gold-Seifen-Felder entdeckt.
1829 wurde Beger Chef der Kolywano-Woskressenskije-Hüttenwerke im Altai. Bereits am Ende des Sommers dieses Jahres schickte er drei Prospektierungstrupps los, die im folgenden Jahr Goldseifen entdeckten. In den folgenden Jahren wurden bis zu 12 Prospektierungstrupps jährlich ausgeschickt. 1836 wurde er als Oberst in den Ruhestand versetzt. Jedoch wollte er sich weiter in der Goldindustrie betätigen.
Im März 1838 wurde Beger mit Beförderung zum Generalmajor wieder in Dienst gestellt und als Nachfolger Nikolai Alexejewitsch Schlenjows zum Chef der Altaier Bergbaubetriebe und Zivilgouverneur des Gouvernements Tomsk ernannt. Für das aus dem Bergbau-Kadettenkorps entstandene Bergbau-Institut in St. Petersburg stellte er Sammlungen der Gesteinsarten und Erze des Altai zusammen. Im Dezember 1840 kehrte er nach St. Petersburg zurück. Sein Nachfolger wurde Stepan Petrowitsch Tatarinow.
1843 wurde Beger Direktor des Departements für Bergbau und Salz-Angelegenheiten des Finanzministeriums in St. Petersburg. Ihm wurde genehmigt, weiter in der Goldprojektierung tätig zu sein. 1849 schied er als Generalleutnant aus dem Amt. Sein Nachfolger wurde Iwan Alexandrowitsch Foullon.
1860 führte Beger Untersuchungen bei Powenez im Gouvernement Olonez und bei Kem im Gouvernement Archangelsk durch, die jedoch erfolglos blieben.
Beger war in 1. Ehe verheiratet mit Sophie Wilhelmine von Bohl (1807–1840) und in 2. Ehe mit Julija Jermolajewna Frese (1804–1872), Schwester des Bergbauingenieurs Alexander Jermolajewitsch Frese. Beger hatte 7 Kinder. Der älteste Sohn Alexander (1823–1895) war russischer Generalkonsul in Beirut und dann Botschafter in Persien. Begers Tochter Katharina (1831–1908) heiratete den russischen General Konstantin Peter Friedrich von Hoerschelmann (1825–1898).
Beger wurde auf dem Lazarus-Friedhof in St. Petersburg begraben.

## Ehrungen
- Russischer Orden der Heiligen Anna II. Klasse (1830), Kaiserkrone zum Orden (1840)
- Kaiserlich-Königlicher Orden vom Weißen Adler (1859)